# Hypleurochilus multifilis
Hypleurochilus multifilis är en fiskart som först beskrevs av Girard, 1858.  Hypleurochilus multifilis ingår i släktet Hypleurochilus och familjen Blenniidae. Inga underarter finns listade i Catalogue of Life.